# Нешкан
Не́шкан (чук. Ӈэсӄэн, эским. Насӄаӄ) — национальное чукотское и эскимоское село в Чукотском районе Чукотского автономного округа России. Образует сельское поселение Нешкан.
Название предположительно произошло от видоизменённого эскимосского слова насӄуӄ/найӄуӄ «голова».

## Географическое положение
Расположено на косе, отделяющей лагуну Нэскэнпильгын от Чукотского моря.
Расстояние до ближайшего населённого пункта Энурмино составляет 50 км, до райцентра — села Лаврентия — 270 км, транспортная связь осуществляется летом морским путём и по воздуху вертолётом, выполняющим авиарейсы 2 раза в месяц.
Нешкан находится в зоне сейсмической активности, периодически фиксируются землетрясения небольшой магнитуды.

## История
Село основано в середине 1950-х годов в ходе кампании по укрупнению мелких оленеводческих хозяйств, здесь был создан совхоз. Вначале на косе были выстроены дома на две семьи и хозяйственные постройки, потом сюда были переселены жители из небольших стойбищ Нутэйквын, Анаян, Тойгунен, Вылькарнай и др.

## Население
| 2002 | 2009 | 2010 | 2011 | 2012 | 2013 | 2014 |
| ---- | ---- | ---- | ---- | ---- | ---- | ---- |
| 628  | ↗720 | ↘704 | ↘702 | ↘692 | ↘675 | →675 |
| 2015 | 2016 | 2017 | 2018 | 2020 | 2021 | 2023 |
| ↘648 | ↘637 | ↘614 | ↘609 | ↘591 | ↗712 | ↘640 |

Численность населения села 729 человек, детей в возрасте до 16 лет — 256 чел. Коренное население составляет 94 процента от общей численности жителей.

## Экономика и социальная инфраструктура
В селе есть средняя школа, детский сад «Оленёнок», участковая больница, почта, узел связи, гостиница, магазин.
Действующая сейсмологическая станция.
Основное занятие местных жителей — оленеводство, рыболовство, морской зверобойный промысел. В селе базируется центральная усадьба бывшего совхоза «имени 50-летия Великого Октября», ныне — МП СХТП «Заполярье».
Нешкан славится традициями разведения ездовых собак, его жители неоднократно становились победителями международных гонок на собачьих упряжках.
В 2012 году в селе была открыта мастерская по гравировке и резьбе по кости, являющейся филиалом Уэленской косторезной мастерской.
В селе действует оператор мобильной связи «Мегафон».
Улицы: 50 лет Великого Октября, Берзиня, Гагарина, Комсомольская, Набережная, Полярная, Строительная, Тундровая, Центральная.